# La Colline aux cailloux
Pour plus de détails, voir Fiche technique et Distribution.
La Colline aux cailloux est un court métrage d'animation belge, français et suisse réalisé par Marjolaine Perreten et sorti en 2023.

## Fiche technique
- Titre original : La Colline aux cailloux
- Réalisation : Marjolaine Perreten
- Scénario : Marjolaine Perreten
- Musique : Yan Volsy
- Animation : Valentine Moser, Étienne Mory, Clément Espinosa, Yvan Nussbaumer, Igor Neiman, Marjolaine Perreten et Ael Bartoli
- Décors : Isabelle Bovey et Marjolaine Perreten
- Montage : Marina Rosset
- Son :
- Production : Arnaud Demuynck
- Société de production : Les Films du Nord et Nadasdy Film SARL
- Société de distribution : Wasia
- Pays d'origine :  Belgique,  France et  Suisse
- Langue originale : français
- Durée : 29 minutes
- Date de sortie :
  - France : 12 juin 2023 (Annecy)

## Distinctions
- 2023 : Cristal pour une production TV au festival international du film d'animation d'Annecy 2023